# Chloromachia pulchella
Chloromachia pulchella là một loài bướm đêm trong họ Geometridae.